# Étable
Étable era un comune francese di 369 abitanti situato nel dipartimento della Savoia della regione dell'Alvernia-Rodano-Alpi.
Il 1º gennaio 2019 si è fuso con La Rochette per formare il nuovo comune di Valgelon-La Rochette.

## Società

### Evoluzione demografica
Abitanti censiti